# Reichsgraf
Reichsgraf war eine Standesbezeichnung im Heiligen Römischen Reich. Es handelt sich jedoch eher um einen historisch definierten Rechtsbegriff von mehrschichtiger Bedeutung als um einen namensrelevanten Adelstitel. Ein solcher war hingegen der Titel Graf, von dem der Reichsgraf eine Unterkategorie mit besonderer Bedeutung darstellt.

## Begriffsentwicklung
Die komplizierten Verfassungsstrukturen des Alten Reiches führten dazu, dass es zwei grundsätzlich zu unterscheidende Gruppen von „Reichsgrafen“ gibt:

Fürstenhut der standesherrlichen Reichsgrafen

- Fürstenhut der standesherrlichen ReichsgrafenDie ursprünglich so bezeichneten gräflichen Inhaber reichsunmittelbarer Territorien, die Sitz und Stimme im Reichstag des Heiligen Römischen Reiches hatten und dadurch zu den sogenannten Reichsständen gehörten. Sie werden zum Hohen Adel gezählt. Nach 1803 verloren sie ihre halbsouveräne Stellung durch Mediatisierung (meist infolge des Reichsdeputationshauptschlusses), also durch Angliederung an benachbarte größere Territorien, und wurden danach als „Standesherren“ bezeichnet. Sie wurden also ihren früheren „Nachbarn“ (als neuen Landesherren) unterstellt. Allerdings behielten sie die Ebenbürtigkeit mit den weiter regierenden Fürstenhäusern und durften weiterhin über ihren Wappen einen Fürstenhut führen. Im Alten Reich führten sie teilweise die Erlauchtkrone, denn es stand ihnen die Anrede Erlaucht zu. Im Gothaischen Genealogischen Hofkalender (heute im Gothaischen Genealogischen Handbuch) werden sie in der (roten) Bandreihe Fürstliche Häuser in der Zweiten Abteilung: Genealogie der deutschen Standesherren geführt; es bestand demnach nur ein geringer Rangunterschied zwischen Standesherren fürstlichen und reichsgräflichen Ranges.

Grafenkrone der Titular-Reichsgrafen

- Grafenkrone der Titular-ReichsgrafenDie bloßen Titulargrafen, die ihren Grafentitel „vom Reich“ (das heißt vom Reichsoberhaupt, dem römisch-deutschen Kaiser oder vertretungsweise einem Reichsvikar) als Rangerhöhung erhalten haben, aber keine Territorien mit Sitz und Stimme im Reichstag regierten, wurden im Lauf der Zeit ebenfalls als Reichsgrafen bezeichnet. Sie zählen aber zum Niederen Adel und standen im Rang auch nicht über solchen Grafen, die ihre Titel von anderen Monarchen erhalten haben. Im Gotha werden sie in der (grünen) Bandreihe Gräfliche Häuser geführt, ebenso wie die von anderen Souveränen erhobenen Grafen. Ihnen stand die Anrede Hochgeboren zu und über ihren Wappen führen sie die neunzackige Grafenkrone.

## Reichsgrafen als Regenten reichsunmittelbarer Territorien
Die staatsrechtliche Ordnung des Heiligen Römischen Reichs bis zu seinem Ende 1806 war teils in den Reichsgrundgesetzen wie der Goldenen Bulle von 1356 niedergelegt, teils wurde sie durch allgemein anerkannte Rechtsgrundsätze und überkommenes Gewohnheitsrecht bestimmt.
Zu den Grundvoraussetzungen für die Erlangung der Reichsstandschaft (mit Stimmberechtigung auf einer der Grafenbänke des Reichstags des Heiligen Römischen Reiches) gehörte, dass die entsprechenden reichsunmittelbaren Territorien eine beachtliche Mindestgröße aufwiesen, eine sogenannte „fürstmäßige Größe und Bedeutung“, was unter anderem daran festgemacht wurde, dass die betreffende Grafschaft eine eigene Regierungskanzlei mit einer landesherrlichen Verwaltungsstruktur aufweisen konnte. Sie musste sodann die Aufnahme in den (ab 1495 zur festen Institution gewordenen) Reichstag erlangen, wozu die Zustimmung des Kaisers und später auch der dort vertretenen Stände Voraussetzung war.

### Ursprung
Im Merowinger- und Frankenreich war ein Graf königlicher Amtsträger, der in einer Verwaltungseinheit (Grafschaft, Gau) die königlichen Hoheitsrechte ausübte und in bestimmten Bereichen (Mark, Königsburg, Pfalz, Königsgut) Stellvertreter des Königs bzw. Kaisers war. Nach Entstehung der jüngeren Stammesherzogtümer wurden die bisherigen Grafen Vasallen der Herzöge in ihrem Stammesgebiet. Seit den Ottonen wandelte sich die Bedeutung des Grafentitels durch seine zunehmende Erblichkeit und die Einbindung ins Lehnssystem vom ursprünglichen Amt zum Begriff für die zusammengefassten Rechte eines Adligen in einem bestimmten Bereich. Die Grafenrechte wurden durch Tausch, Verkauf und Erbteilungen immer mehr privatrechtlich behandelt. Dadurch zersplitterten die alten Grafschaften immer mehr und wurden mit anderen Rechten zu neuen verkleinerten Grafschaften zusammengefasst. Außerdem wurden auch viele Grafschaften an Bischöfe und Erzbischöfe verschenkt, damit der unmittelbaren Herrschaft des Königs entzogen und unter mehreren Vasallen verteilt. Als äußeres Zeichen dieser Entwicklung setzte sich vermehrt die Bezeichnung der Grafschaft nach dem Herrschaftsmittelpunkt des Grafen anstatt nach der Lage in einem Gau durch. Da die Könige und Kaiser neben diesen Titeln auch noch andere eigene Besitztümer wie Grafschaften, Herzogtümer oder Königsgut besaßen, verblieben dennoch viele Territorien, die nach dem Ende der Stauferzeit reichsunmittelbar werden konnten. Daneben gelang es vielen Grafen, die in der Frühzeit Vasallen von Stammesherzögen oder Bischöfen waren, sich mit der Zeit aus deren Lehenshoheit zu lösen.
Aus all diesen Grafschaften entwickelten sich viele, die mit der Zeit nur noch als unmittelbar dem Kaiser unterstellt galten. Während die ebenfalls reichsunmittelbaren Reichsritter sich in der freien Reichsritterschaft zusammenschlossen, jedoch keine Reichsstandschaft durch Aufnahme in den Reichstag erlangten, gelang es den meisten reichsunmittelbaren Grafen in der Zeit der institutionellen Verfestigung des Reichstags um 1500, dort Aufnahme mit Sitz und Stimme zu finden. Sie gehörten damit zu den Reichsständen. Man spricht umgangssprachlich auch von „gefürsteten Grafen“, da sie die Ebenbürtigkeit mit den reichsunmittelbaren Fürsten besaßen; formell führten diese Bezeichnung allerdings nur wenige Territorien, wie die Gefürstete Grafschaft Tirol.

### Macht und politische Rolle

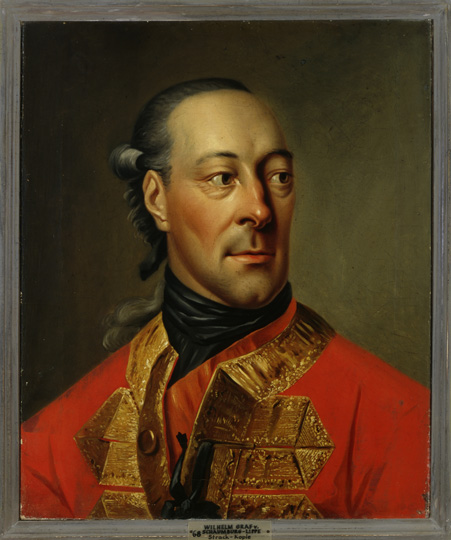
Graf Wilhelm zu Schaumburg-Lippe (1724–1777), über den Herder urteilte: „Ein großer Herr, aber für sein Land zu groß […]“

Sitz und Stimme im Reichstag des Heiligen Römischen Reiches war die Voraussetzung für Reichsgrafen, als Teil eines Reichsstandes anerkannt zu sein. 1521 gab es 144 Reichsgrafschaften, 1792 nur noch 99. Gründe für diese Abnahme sind Standeserhebungen vieler Grafen zu Fürsten (und somit ihrer Territorien zu Fürstentümern), das Aussterben von Geschlechtern und vereinzelt auch die Mediatisierung durch mächtigere Reichsfürsten, die sich ihre Territorien aneigneten (wie es etwa den Grafen von Mansfeld 1580 geschah). Reichsgrafschaften bestanden besonders in den territorial zersplitterten, sogenannten „königsnahen Gebieten“, insbesondere dem Schwäbischen Reichskreis und dem Fränkischen Reichskreis, waren aber auch im Nordwesten des Reiches zu finden (Kurrheinischer Reichskreis, Oberrheinischer Reichskreis, Niederrheinisch-Westfälischer Reichskreis), seltener in Nord-, Mittel- und Ostdeutschland, und nur einmal in Holstein (die Grafen zu Rantzau 1649/53 bis 1727).
Um ihre politischen Interessen wirksamer durchsetzen zu können und um ihre Unabhängigkeit zu bewahren, organisierten sich die standesherrlichen Grafen in „Grafenvereinen“ und hielten „Grafentage“ ab. Auf Reichsversammlungen, ab 1495 Reichstag genannt, sowie von 1663 bis 1806 im Immerwährenden Reichstag bildeten die standesherrlichen Grafen innerhalb des Reichsfürstenrates „Grafenbänke“, auch „Reichsgrafenkollegien“ genannt. Anfang des 16. Jahrhunderts entstanden das wetterauische und das schwäbische Reichsgrafenkollegium, zu denen 1640 noch das fränkische und 1653 das westfälische Reichsgrafenkollegium kamen.
1792 gab es vier Reichsgrafenbänke (geordnet nach Anzahl der intern stimmberechtigten Mitglieder):
1. die Niederrheinisch-Westfälische Grafenbank (33)
2. die Wetterauische Grafenbank (25)
3. die Schwäbische Grafenbank (24)
4. die Fränkische Grafenbank (17)

Bis 1653 (und vereinzelt danach) konnte allerdings die Reichsstandschaft (mit Sitz und Stimme im Reichstag) vom Kaiser auch solchen Personen verliehen werden, die über kein adäquates Territorium verfügten (den sogenannten Personalisten), deren Status allerdings nicht erblich war. Später war zum Erwerb der Reichsstandschaft nicht nur das „fürstmäßige Territorium“ erforderlich, sondern auch die Aufnahme in einen der zehn Reichskreise und die Admission in eines der vier Reichsgrafenkollegien, also mit Zustimmung von diesen, was eine Beschneidung der kaiserlichen Macht bedeutete.

### Ende der Reichsstandschaft
Mit dem Reichsdeputationshauptschluss von 1803, der Rheinbundakte von 1806, der Auflösung des Heiligen Römischen Reiches im selben Jahr sowie schließlich dem Wiener Kongreß von 1815 wurden die meisten reichsständischen Grafschaften mediatisiert. Die vormals regierenden Grafen unterstanden fortan als sogenannte „Standesherren“ ihren ehemaligen „Kollegen“, benachbarten größeren Territorialherren, die sich ihre Gebiete einverleibt hatten. Den Standesherren wurden allerdings meist noch gewisse Sonderrechte zugestanden, etwa Sitz und Stimme in den Ersten Kammern (oder Herrenhäusern) der Landtage sowie bisweilen eine eigene Gerichtsbarkeit. Nach den Abmachungen des Wiener Kongresses behielten die Standesherren jedoch ausdrücklich ihre Ebenbürtigkeit mit den weiter regierenden Häusern. Sofern nicht durch deren Hausgesetze ausgeschlossen, bildeten die mediatisierten Häuser daher ein Reservoir an Heiratskandidaten für die bis 1918 regierenden Häuser (die sogenannten Bundesfürsten). Nur den ehemaligen Reichsgrafschaften Lippe, Reuß (in mehreren Linien) und Schaumburg-Lippe gelang es, auf dem Wiener Kongress (oder zuvor von Napoleon) zu Fürstentümern erhoben zu werden und als solche bis zur Deutschen Revolution von 1918 als Bundesländer weiterzubestehen. Auch die letzten Vorrechte der Standesherren wurden in der Folge abgeschafft; so lautete etwa Artikel 51 der Verfassung des Freistaates Sachsen vom 1. November 1920: „Die öffentlich-rechtlichen Sonderrechte der Häuser Schönburg und Solms-Wildenfels werden aufgehoben.“

## Reichsgrafen als Inhaber kaiserlicher Grafendiplome

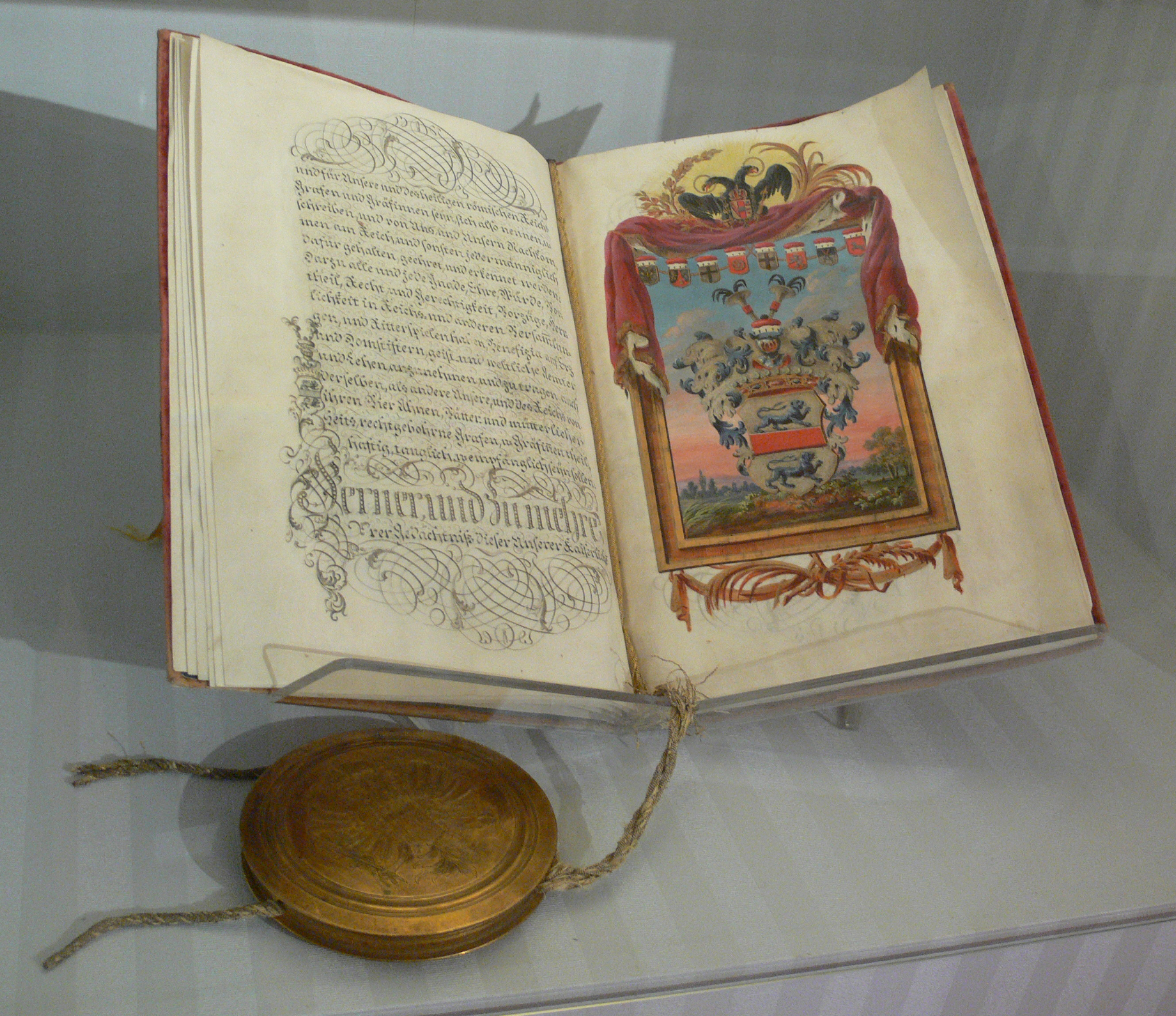
Diplom über die Erhebung des Freiherrn Anton Schenk von Stauffenberg (Wilflinger Linie) in den Grafenstand durch Kaiser Joseph II., 1785

Die Bezeichnung „Reichsgraf“ war zuerst nach 1495 für die im Reichstag (bzw. in den dort vertretenen Reichsgrafenkollegien) sitzenden reichsunmittelbaren Grafen entstanden (siehe oberer Abschnitt). Doch auch die zum Niederen Adel zählenden Grafen, die ihre Adelsdiplome oder Standeserhöhungen vom römisch-deutschen Kaiser oder, bei Sedisvakanz, vom Reichsvikar verliehen bekommen hatten, gingen nach und nach dazu über, sich „Reichsgrafen“ zu nennen, weil in offiziellen Urkunden oft die Formulierung verwendet wurde: „des heiligen römischen Reichs Graf von […]“ – einfach als Kennzeichen dafür, dass die Grafenerhebung vom Reich ausgegangen war. Die Grafendiplome selbst enthielten allerdings zwei Komponenten: die elevatio (Erhebung durch das Reichsoberhaupt) und die denominatio (Benennung bzw. Namensführung) und nur in der ersteren wird das Reich erwähnt. 
Die häufig auch in Darstellungen zu gräflichen Familien des Deutschen Adels zu findende Formulierung „im Jahr … Erhebung in den Reichsgrafenstand“ bezieht sich in aller Regel auf solche Geschlechter. Da während der Sedisvakanzen des Kaiserthrons die jeweiligen Reichsvikare diese Kompetenz innehatten (die rheinischen Pfalzgrafen und die Kurfürsten von Sachsen jeweils für die Gebiete des fränkischen und des sächsischen Rechts sowie die Vikare für Reichsitalien), erfolgten gerade in diesen Phasen – oft gegen Zahlung – weitaus mehr „Grafungen“ als durch die Kaiser selbst: Die Reichsvikare machten ihre vertretungsweise Kompetenz zum blühenden Geschäft.
Soweit nicht ausdrücklich anders vorgesehen, wurden diese Grafentitel im ganzen Reich anerkannt und bedurften keiner weiteren Naturalisierung durch die reichsunmittelbaren Fürsten für ihre Territorien. Demgegenüber galten Diplome, die nicht durch den Kaiser vorgenommen wurden, grundsätzlich nur in den Ländern des nobilitierenden Landesherrn. Auf diese Weise konnte etwa ein König von Preußen nur einen Titel mit Gültigkeit innerhalb des Königreichs Preußen verleihen, womit aber auch nur die außerhalb des Reichsgebiets gelegenen, ursprünglich teilweise polnischen Thronlehen Ostpreußen (hier nur im Gebiet des Ermlandes) und Westpreußen gemeint waren, nicht aber das wesentlich größere Kurfürstentum Brandenburg auf Reichsgebiet; die übrigen Kurfürsten oder geringeren Reichsstände mussten indes immer beim Kaiser um Adelserhebungen nachsuchen; in der Spätzeit des Heiligen Römischen Reiches maßten sie sich aber zunehmend ebenfalls entsprechende Kompetenzen an. Hingegen konnte der römisch-deutsche Wahlkaiser (der in der Regel dem Haus Habsburg angehörte) entweder einen „erbländisch-österreichischen Titel“ verleihen (in seiner Eigenschaft als Regent der habsburgischen Erblande, insbesondere als König von Böhmen oder Ungarn, mit Gültigkeit des Titels nur für dieses Gebiet) oder aber einen Titel des Heiligen Römischen Reiches (in seiner Eigenschaft als Kaiser, mit Gültigkeit des Titels im gesamten Heiligen Römischen Reich). Das Herzogtum Holstein stand, wie auch das Herzogtum Schleswig, welches außerhalb des Reiches lag, in Personalunion zum Königreich Dänemark, weshalb an schleswig-holsteinische Adelsfamilien (vor allem an die alten Equites Originarii) vorwiegend dänische Lehnsgrafentitel verliehen wurden, seltener Reichstitel.
Die vom Reichsoberhaupt rein titularmäßig „Gegraften“ wurden damit zwar im Adelsrang erhöht (siehe: Graf, Adelstitel), wurden dadurch aber nicht reichsständisch – außer wenn sie ein Territorium mit Reichsstandschaft besaßen oder (durch Kauf oder Erbschaft) erwarben; nur dadurch konnten sie zur Reichsstandschaft und damit in den Hohen Adel aufsteigen. Die allermeisten Inhaber von Grafentiteln des Reichs verblieben jedoch im Niederen Adel. Sie waren auch im Rang nicht höhergestellt als solche Grafen, die nicht vom Reichsoberhaupt, sondern von anderen Monarchen „gegraft“ worden waren. Reichsgrafen konnten sogar in vielen Fällen reichsunmittelbar sein und dennoch nicht zu den Reichsständen (und damit zum Hohen Adel) gehören, wenn sie nämlich als freie Reichsritter vom Kaiser „gegraft“ wurden, aber mit ihren winzigen reichsfreien Territorien, denen keine „fürstmäßige Größe und Bedeutung“ zuerkannt wurde, in der Reichsritterschaft verblieben und eben nicht die Aufnahme in den Reichstag erhielten (was ihnen kaum je gelang).
Mit dem Ende des Heiligen Römischen Reichs 1806 endete auch die Verleihung von Titeln als „des heiligen römischen Reichs Graf von […]“. Die Regenten aus dem Haus Habsburg verliehen fortan als Kaiser von Österreich Titel „des oesterreichischen Kaiserstaats“ sowie nach dem Ausgleich von 1867 auch wieder als Apostolische Könige von Ungarn. Von den Heroldsämtern in den anderen Nachfolgestaaten des Heiligen Römischen Reichs wurde die Führung des Titels „Reichsgraf“ im 19. Jahrhundert häufig untersagt, da im Deutschen Bund, insbesondere in der Zeit des Vormärz, die Reichsidee als „umstürzlerisch“ galt: Die Monarchen der Bundesstaaten sahen durch sie ihre Souveränität gefährdet. Gerade die in der Auseinandersetzung um die deutsche Frage populäre Reichsidee führte aber auch dazu, dass Grafenhäuser, die ihren Titel einst vom Reichsoberhaupt erhalten hatten, sich plötzlich demonstrativ „Reichsgrafen“ nannten, um auf diese Weise mehr oder weniger diskret ihre Sympathie für die Reichsidee auszudrücken. Im zweiten Deutschen Kaiserreich (von 1871 bis 1918) wurden keine Reichstitel mehr verliehen, der Deutsche Kaiser verlieh Titel ausschließlich in seiner Eigenschaft als König von Preußen, ebenso wie die übrigen Landesfürsten.
Auch der Deutsche Adelsrechtsausschuss widerspricht – ohne Rechtswirkung – der zumeist gutgläubigen, jedoch traditionswidrigen Führung des Titels „Reichsgraf“, der – ebenso wie „Reichsfürst“ oder „Reichsfreiherr“ – zwar historisch-deklaratorisch durchaus legitim ist, als Namensbestandteil aber keine adelsrechtliche Anerkennung besitzt und auch nach 1919 kaum je als Teil des Familiennamens Eingang in die Pässe gefunden haben dürfte. Im „Gotha“ wird zwar die „Erhebung in den Reichsgrafenstand“, mit Datum und weiteren Einzelheiten, in den Artikeln über die jeweiligen Geschlechter im Vorspann vermerkt, als Namensbezeichnung einzelner Mitglieder wird jedoch stets nur „Graf“ angegeben. Auch das Deutsche Adelsblatt streicht daher grundsätzlich das „Reichs-“ aus allen Familienanzeigen heraus, egal ob es sich um standesherrliche oder gewöhnliche Reichsgrafen handelt.